# Akio Suzuki (Künstler)
Akio Suzuki (japanisch 鈴木 昭男 Suzuki Akio; * 1941 in Heijō, Protektorat Korea (heute Pjöngjang, Nordkorea), Kaiserreich Japan) ist ein japanischer Pionier der Klangkunst.

## Leben und Werk
Akio Suzuki wurde 1941 als Sohn japanischer Eltern im damals Heijō genannten Pjöngjang geboren. Als er vier Jahre alt war, zog seine Familie zurück nach Japan in die Nähe von Nagoya in der Präfektur Aichi, wo Akio Suzuki aufwuchs. Anfänglich Architektur studierend, begann er sich stets mehr für Klang zu interessieren, entwickelte eigene Instrumente, (bekannt ist die Analapos) und nutzte gefundene Objekte und seine eigene Stimme, um Töne und Klangräume zu erzeugen. Die Performance Analapos realisierte Suzuki 1987 auf der documenta 8 in Kassel. Ein zentrales Thema und Basis für seine Werke ist Suzukis Faszination für das Echo als einem natürlichen Phänomen, welches die Vergangenheit zur Gegenwart werden lässt. Suzuki erklärt seine Beziehung zur sichtbaren Welt mit folgenden Worten:

“Any kind of living thing sleeps at night and wakes up in the daytime, so life and living means open eyes. I want people to open their eyes when they listen. Sometimes in a concert, people close their eyes and listen only to the sound—to try to listen to pure sound. But I want the audience to use all their senses. I want people to open their senses, open their eyes, and feel their total surroundings.”

„Alle Lebewesen schlafen des Nachts und wachen am Tage, also bedeutet Leben und lebendig zu sein, die Augen offen zu haben. Ich möchte, dass Menschen, auch beim Zuhören, die Augen geöffnet halten. Manchmal schließt das Publikum in Konzerten die Augen, um sich ausschließlich auf das Hören zu konzentrieren. Ich möchte, dass die Leute alle Sinne nutzen und die Augen öffnen, um die Komplexität ihrer Umgebung wahrzunehmen.“

Eine bekannte Arbeit von Akio Suzuki ist das 2014 in Bonn realisierte Werk Otodate (点音 (oto-date)). „Otodate“ ist ein japanisches Wort, welches aus den Zeichen für „Ton, Laut“ und „Punkt“ zusammengesetzt ist. Es wird auch als „Echopunkt“ übersetzt. Suzuki bereiste, nach der durch den Hauptstadtbeschluss veranlassten schrittweisen Verlegung des deutschen Regierungssitzes, sowohl Berlin als auch Bonn. Fasziniert durch die akustisch neu entstandenen Stadträume, in Bonn der Leerstand ganzer Häuserschluchten und in Berlin der schnelle Bau von Gebäuden unter Einsatz von gigantisch vielen Baukränen, entwickelte Akio Suzuki das Konzept für Otodate und fand 1996 für das Sonambiente Festival (Kurator: Matthias Osterwold) 25 Echopunkte auf der Museumsinsel in Berlin. Durch ein weißes Symbol auf dem Straßenpflaster sind in Bonn insgesamt 22 Echopunkte gekennzeichnet, die die Besucher einladen möchten, sich zum Verweilen daraufzustellen und die Umgebung bewusst in ihrer klanglichen Qualität wahrzunehmen. Bei dem Symbol handelt es sich um einen Kreis, in dem ein Mittelding aus Ohrmuschel und Fußabdruck zu sehen ist.